# 倉庫間約款
倉庫間約款（そうこかんやっかん、Warehouse to Warehouse Clause、略称・通称W/W、WW、ダブダブ）とは、海上保険の適用範囲の一つ。

## 概要
通常、海上保険と言った場合にまずイメージされるのは海上輸送中(船舶航行中)の貨物に対する保険であるが、サプライチェーン・マネジメントを初めとする、近年の海陸一貫輸送の増大等に伴い、輸出側・輸入側ともに陸送中の事故に対する責任負担が懸案事項となる事由が出てきた。荷主としては、従来の海上保険に加えて積み地側、揚げ地側での陸送の保険を別途付保することは負担増となるため、海上保険の保険適用範囲を延長することで解決の一助とする約款が策定された。
なお、協会貨物約款の一つであるオールリスク(All Risks/Institute Cargo Clause(A) )には元々含まれている。

## 適用範囲
一言で言えば、文字通り「倉庫から倉庫まで」が範囲であるが、詳細は以下の通り。
輸出者が保険を付保する場合(CIF等)
輸出者が指定する積み地側倉庫搬出時から、輸入者が指定する揚げ地側倉庫（必ずしも揚げ港とは限らない）に搬入されるまで、ないし輸入者に危険負担が移転した地点まで。
輸入者が保険を付保する場合(FOB、CFR等)
輸出者から輸入者に危険負担が移転した箇所（FOB、CFRでは本船積み込み時）から、輸入者が指定する揚げ地側倉庫(必ずしも揚げ港とは限らない)に搬入されるまで。
但し、最終荷卸し港における船舶からの荷卸完了後60日を経過すると、たとえ倉庫搬入前ないし輸入者への危険負担移転前であっても終了となる。
これは、あまりにも適用範囲が長期に渡る場合、貨物事故の原因(真因)が特定困難になるため、保険引受人（保険会社等）の負担軽減のための免責事項である。